# Santibáñez de Valdeiglesias
Santibáñez de Valdeiglesias est une des cinq localités du municipio (municipalité ou canton) de Villares de Órbigo, dans la comarque de Ribera del Órbigo, province de León, communauté autonome de Castille-et-León, dans le Nord de l'Espagne.
La localité de Santibáñez de Valdeiglesias est une halte sur le Camino francés du Pèlerinage de Saint-Jacques-de-Compostelle.

## Culture et patrimoine

### Pèlerinage de Compostelle
Par le Camino francés du Pèlerinage de Saint-Jacques-de-Compostelle, le chemin vient de Villares de Órbigo dans le municipio du même nom.
La prochaine halte est la localité de San Justo de la Vega, dans le municipio du même nom, vers l'ouest, en passant par la Cruz del Valle et le Cruceiro Toribio.

### Monuments religieux
Église paroissiale de la Trinidad
Elle contient des sculptures représentant Saint Roch pèlerin et Saint Jacques Matamoros (« Tueur de Maures »).

## Sources et références
- (de) Cet article est partiellement ou en totalité issu de l’article de Wikipédia en allemand intitulé « Santibáñez de Valdeiglesias » (voir la liste des auteurs).
- Grégoire, J.-Y. & Laborde-Balen, L. , « Le Chemin de Saint-Jacques en Espagne - De Saint-Jean-Pied-de-Port à Compostelle - Guide pratique du pèlerin », Rando Éditions, mars 2006,  (ISBN 2-84182-224-9)
- « Camino de Santiago St-Jean-Pied-de-Port - Santiago de Compostela », Michelin et Cie, Manufacture Française des Pneumatiques Michelin, Paris, 2009,  (ISBN 978-2-06-714805-5)
- « Le Chemin de Saint-Jacques Carte Routière », Junta de Castilla y León, Editorial